# 柳澤站 (青森縣)
柳澤站（日语：／ Yanagisawa eki */?）是位於青森縣上北郡六戶町，十和田觀光電鐵的十和田觀光電鐵線車站（廢站）。

## 歷史
- 1932年（昭和7年）12月1日 - 車站啟用。
- 2008年（平成20年）3月1日 - （舊）十和田觀光電鐵把業務轉讓給「十鐵」，同時公司名稱改為（新）十和田觀光電鐵[1]。
- 2012年（平成24年）4月1日 - 十和田觀光電鐵線廢除，此站也廢除[1]。

## 車站構造
截至車站廢除前，此站是地面車站，設有1面1線的單式月台。此站沒有車站大樓，只有候車室。此站是無人車站。

## 車站周邊
車站北邊設有東西走向的青森縣道10號三澤十和田線。另外，車站南邊設有町營櫻丘住宅，但是由於住宅建築物老化而部分已經拆毀。

## 巴士
- 十鐵巴士
  - 三澤 - 六戶（上吉田）線（日语：十和田観光電鉄三沢案内所#三沢 - 大曲 - 六戸 - 上吉田線）
2010年（平成22年）4月1日時間表修正起，上述路線開始駛入柳澤站[2]。

## 相鄰車站
十和田觀光電鐵
十和田觀光電鐵線
大曲－柳澤－七百

## 注腳
1. 1 2  “特集 希望の軌道”. 廣報三澤 2012年4月号 (三澤市) (2012年4月).
2. ↑  十和田観光電鉄バス：通目木（上吉田）線 2010年4月1日ダイヤ改正告知PDF（日語）